# يوم سيوارد
يوم سيوارد (بالإنجليزية: Seward's Day)‏ هو عطلة قانونية في ولاية ألاسكا الأمريكية. يصادف هذا العيد يوم الاثنين الأخير من شهر مارس ويحيي ذكرى توقيع معاهدة شراء ألاسكا في 30 مارس 1867.  تم تسميتها على اسم وزير الخارجية آنذاك ويليام إتش سيوارد ، الذي تفاوض على الشراء من روسيا. ولا ينبغي الخلط بينه وبين يوم ألاسكا، الذي يمثل النقل الرسمي للسيطرة على ألاسكا من روسيا إلى الولايات المتحدة .

## انظر ايضا
صفقة ألاسكا